# 草酸钇
草酸钪是钇的草酸盐，化学式为Y2(C2O4)3。其三水合物可由氯化钇和草酸反应制得。氯化钇与碱金属（或铵）的草酸盐的反应则根据反应物的化学计量比生成十水合物（Y2(C2O4)3·10H2O）或复盐M[Y(C2O4)2]·nH2O。草酸钇高温分解，生成氧化钇。